# Удеревские Выселки
Удеревские Выселки — деревня в Колпнянском районе Орловской области России. Входит в состав Тимирязевского сельского поселения.

## География
Деревня находится в юго-восточной части Орловской области, в лесостепной зоне, в пределах центральной части Среднерусской возвышенности, к югу от реки Быстрая Сосна, на расстоянии примерно 6 километров (по прямой) к востоку-юго-востоку (ESE) от посёлка городского типа Колпны, административного центра района. Близлежащие населённые пункты: деревни Фёдоровка и Красная Звезда.
Климат характеризуется как умеренно континентальный. Средняя температура января −8,5 °C, средняя температура июля +18,5 °C. Годовое количество осадков 500—550 мм. Среднегодовая температура воздуха составляет +4,6 °C.
Часовой пояс
Деревня Удеревские Выселки, как и вся Орловская область, находится в часовой зоне МСК (московское время). Смещение применяемого времени относительно UTC составляет +3:00.

## Население
| 2010 |
| ---- |
| 0    |